# Чула Чакрабон
Принц Чула Чакрабон (тайск. พระเจ้า วร วงศ์ เธอ พระองค์เจ้า จุล จักรพงษ์, 28 марта 1908 года — 30 декабря 1963 года) — член таиландской королевской семьи династии Чакри, сын принца Чакрабона, внук короля Рамы V.

## Ранняя жизнь

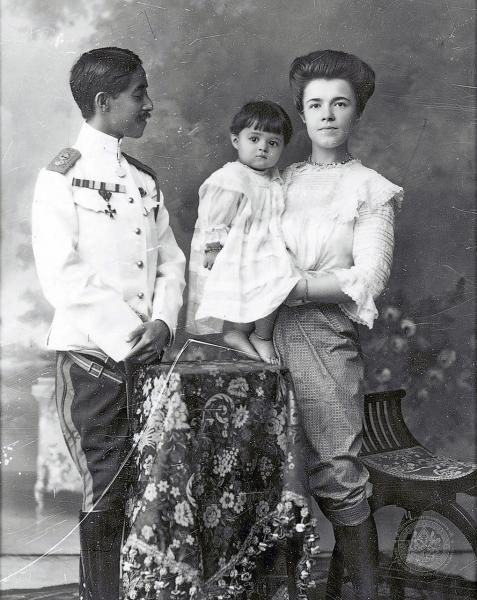
Принц Чакрабон, Чула Чакрабон и Екатерина Десницкая

Родился в Бангкоке во дворце Парускаван, и получил титул Мом Чао (Светлейший). Он был единственным ребёнком принца Сиама Чакрабона и украинской  дворянки Екатерины Десницкой, впоследствии получившей титул Светлейшей Кэтрин На Пхитсанулок. Чакрабон и Десницкая обвенчались в Константинополе в 1907 году, после чего переехали в Сиам. Его бабушка, королева Саовабха Пхонгси дала ему имя Пхонгтяк (พง ษ์ จักร). Позже его дядя, король Вачиравудх (Рама VI) присвоил ему более высокий титул — Пхра Чао Воравонг Пхра Онг Там Чао (Его Королевское Высочество Принц) и изменил ему имя на Чула Чакрабон. Дворцовые чиновники ласково называли его Пхра Онг Ну (ท่าน พระองค์ หนู) — «маленький принц».
В 1919 году родители развелись, мать эмигрировала в Шанхай, а в 1920 году умер отец. После этого Чула был направлен на учёбу в Великобританию, где обучался в известной лондонской школе для мальчиков Хэрроу, затем — в Тринити-колледже Кембриджского университета и вернулся в Таиланд в возрасте 23 лет.
В 1927 году в Великобританию прибыл для обучения в Итоне двоюродный брат Чулы принц Бира, которому было тогда 13 лет. В 1928 году, после смерти отца принца Биры, Чула взял опекунство над кузеном.

## Зрелые годы
После революции 1932 года в Сиаме король оставался номинальным главой государства, а высшая аристократия (принцы) была отстранена от власти. В 1935 году король Рама VII Прачадипок отрёкся от престола и эмигрировал в Англию, где принцы Бира и Чула были частыми гостями в его резиденции. В 1935 году Чула Чакрабон вместе с принцем Бира основали команду автогонщиков White Mouse Racing («Белая Мышь»). В 1935 году Чула Чакрабон приобрёл для принца Бира один из новых гоночных автомобилей ERA — R2B, прозванный Romulus. В дальнейшем принц Бира сделал карьеру автогонщика и яхтсмена.
В 1938 году Чула женился на англичанке Элизабет Хантер, в браке у них была одна дочь — Нариса Чакрабон, родившаяся в 1956 году. Чула с супругой жили в Корнуолле в 1940-х — 1950-х годах.
Принц Чула был автором нескольких исторических работ, в том числе по истории династии Чакри.
Умер от рака в 1963 году в возрасте 55 лет.

## Награды
- Чехословакия — Большой крест ордена Белого льва[5]

## Сочинения
- Brought up in England. London, 1943
- Lords of Life: the paternal monarchy of Bangkok 1782—1932. London: Alvin Redman, 1960
- The Twain Have Met. London, 1956
- Dick Seaman: a racing champion.

## Документалистика
- Документальный фильм. Сценарий: С. Алексеев. Режиссёр: Д. Марковцев. 2014 г (25 февраля 2014). Катя и принц. История одного вымысла.  39 мин. Россия-Культура. {{cite episode}}: |series= пропущен или пуст (справка); Внешняя ссылка в |credits= (справка)